# Seiji Ozawa
Seiji Ozawa (japanska: 小澤 征爾?, Ozawa Seiji), född 1 september 1935 i Shenyang, Liaoning, Kina, död 6 februari 2024 i Tokyo, var en japansk dirigent. 
Han har bland annat varit chefsdirigent för San Francisco Symphony, Toronto Symphony Orchestra och Boston Symphony Orchestra, som han ledde i 29 år mellan 1973 och 2002.

## Referenser

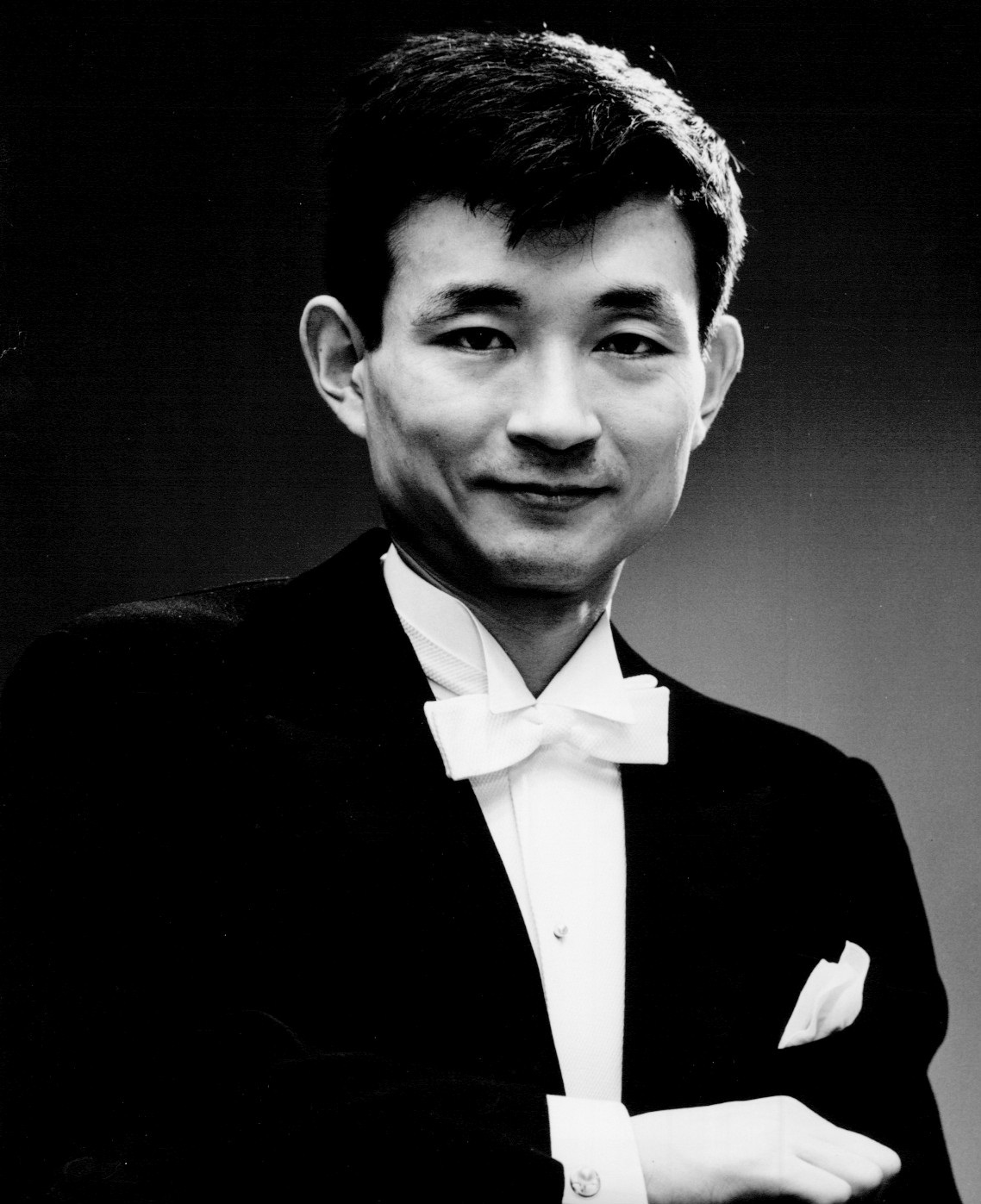
Seiji Ozawa, 1963.